# Bataille d'Al-Chaer
Guerre civile syrienne
Batailles
La bataille d'Al-Chaer a lieu lors du 17 au 26 juillet 2014, lors de la guerre civile syrienne. Elle est marquée par des avancées de l'État islamique qui prend la base d'Al-Chaer au régime syrien, avant d'en être repoussé.

## Déroulement
Le 17 juillet 2014, les djihadistes de l'État islamique attaquent le champ gazier de Al-Chaer, situé à l'est du site archéologique de Palmyre,.
Au moment de l'attaque, 270 personnes sont présentes sur le site ; des miliciens des Forces de défense nationale, des gardes, des employés et des ingénieurs. L'assaut fait au moins 90 morts chez les défenseurs et 12 du côté des islamistes.
Les djihadistes prennent l'avantage mais exécutent plusieurs prisonniers. Selon un premier bilan de l'Observatoire syrien des droits de l'homme (OSDH), au moins 11 employés civils et 104 gardes dépendant du ministère du Pétrole et des miliciens pro-régime des Forces de défense nationale sont tués.
Le lendemain, un deuxième bilan est fourni par l'OSDH qui affirme que 270 personnes ont été tuées par les djihadistes lors de l'assaut, la plupart victimes d'exécutions par balles.
Le même jour, les loyalistes lancent une contre-offensive et reprennent une partie du champ de gaz, selon l'OSDH au moins 40 djihadistes et 11 militaires sont tués,.
Le 19 juillet, les affrontements font 65 morts du côté des forces loyalistes.
Le 26 juillet, l'armée syrienne lance une contre-attaque et parvient à reprendre le contrôle du champ gazier et des collines environnantes. L'affrontement a fait plusieurs morts dans les deux camps.

## Suites
Le champ pétrolier et gazier d’Al-Chaer subit une deuxième attaque de l'État islamique la nuit du 28 au 29 octobre 2014. Les djihadistes s'emparent de deux puits et d'une colline et tuent au moins 30 soldats loyalistes. Le 5 novembre, les loyalistes reprennent les champs gaziers de Jhar et de Mahr ainsi que la compagnie de gaz Hayyan, qui approvisionnent notamment Damas. Le 6, le champ d'Al-Chaer repasse sous le contrôle de l'armée syrienne,, mais il est encore repris par l'État islamique le 5 mai 2016, après trois jours de combats qui font au moins 30 morts chez les loyalistes et 16 chez les djihadistes selon l'OSDH,,,. Le 16 mai, l'État islamique fait sauter plusieurs stations de pompage du champ gazier